# Luís de Ataíde
D. Luís de Ataíde, 3.º conde de Atouguia e 1.º marquês de Santarém (c. 1516 – Goa, 10 de março de 1581), foi um fidalgo, militar e estadista português do século XVI, que se destacou pelas vitórias militares que alcançou no Oriente. Exerceu o cargo de vice-rei da Índia em dois mandatos não subsequentes (1568–1571 e 1578–1581).
No seu primeiro mandato na Índia, D. Luís de Ataíde conduziu o que se qualificaria hoje como uma guerra total (conceito criado no século XVIII, como contraposição ao de "guerra limitada"); pois o Império português teve que utilizar todos os recursos disponíveis - militares, económicos, políticos e diplomáticos - e incluir também operações militares envolvendo civis, para conseguir resistir, com sucesso final, a um assalto conjunto dos potentados indianos contra a presença e possessões lusas no Oceano Índico.

## Biografia
Era filho segundogênito de D. Afonso de Ataíde, 3.º senhor de Atouguia e de sua mulher Maria de Magalhães; e bisneto dos 2.ᵒˢ condes de Atouguia, D. Martinho de Ataíde e D. Filipa de Azevedo.

### Serviço militar no Oriente e na Europa

#### Primeira estadia na Índia
Partiu a primeira vez para a Índia em 1538, na nau capitânia da armada que transportou o vice-rei D. Garcia de Noronha, seu primo. Já sob o governo de D. Estevão da Gama, integrou a expedição que este conduziu até o mar Vermelho, tendo sido armado cavaleiro por ele - logo após a batalha de El Tor - na igreja de Santa Catarina do monte Sinai, em abril de 1541.  Este episódio ficaria célebre, considerado um dos grandes feitos de cavalaria da história, posteriormente celebrado na Europa, tendo o imperador Carlos V dito que sentia "inveja dos que haviam sido armados cavaleiros no sopé do Monte Sinai".
Regressou ao Reino após a chegada a Goa do novo governador, Martim Afonso de Sousa, e já na condição de herdeiro da casa de Atouguia, pois seu irmão primogênito, D. Martim Gonçalves de Ataíde, falecera entretanto em combate em Marrocos, na defesa da Fortaleza de Santa Cruz do Cabo do Gué

#### Embaixador à corte de Carlos V
Em fevereiro de 1547, o Rei D. João III nomeou-o embaixador junto à corte de Carlos V, Imperador do Sacro Império.
Partiu de Portugal em 5 de março e chegou ao acampamento do imperador, situado nas margens do rio Elba, na Saxónia, a 17 de abril, ou seja, sete dias antes da batalha que iria ocorrer em Mühlberg. A 21 de abril, foi recebido pelo imperador, indo com ele à missa, e comunicou-lhe então o seu desejo de participar na batalha que se avizinhava, o que Carlos V logo apoiou, "manifestando contentamento ... pela intenção de [ele] o servir nessa jornada".

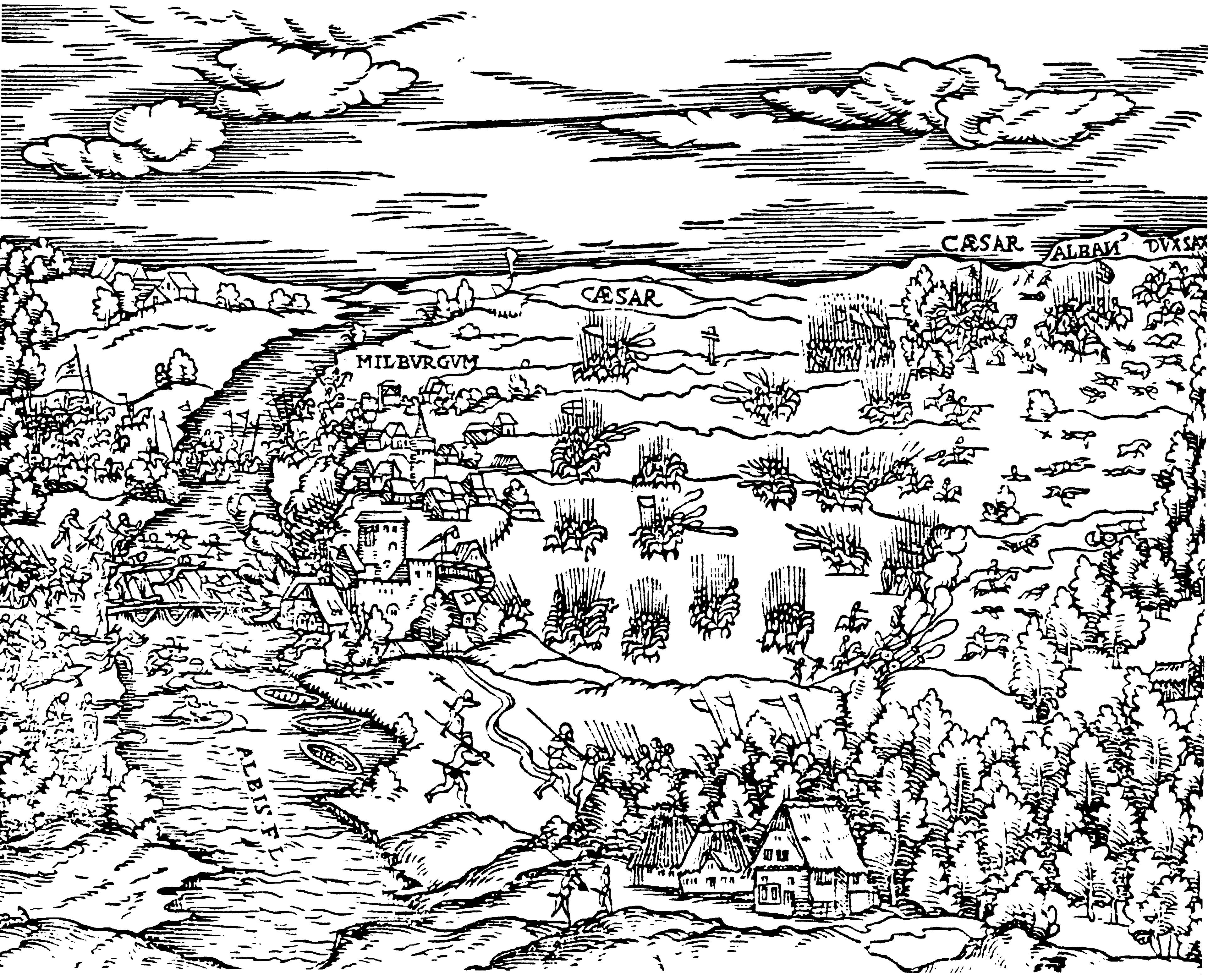
A Batalha de Mühlberg (1547), em que D. Luís de Ataíde participou, como enviado de D. João III junto à corte de Carlos V

Ataíde participou assim na batalha que significou umas das maiores vitórias militares de Carlos V e uma estrondosa derrota dos luteranos da Liga de Esmalcalda, que levaria à posterior dissolução desta. Destacou-se pela coragem que revelou nos combates, tendo-lhe o imperador oferecido nessa ocasião uma armadura, em sinal de apreço.
Esta experiência de combate constituiu também para D. Luís de Ataíde uma oportunidade para aprender, junto dos maiores especialistas da época, como o próprio imperador e o 3.º Duque de Alba, as mais modernas técnicas de guerra terrestre, aplicadas por um exército cosmopolita e multinacional, de cerca de 25 mil homens e 8 mil cavaleiros. Tais conhecimentos, em conjunto com a prática da guerra naval que já obtivera no Oriente, muito iriam ajudar a alicercar a sua reputação de grande competência nas artes militares.

#### Afastamento em relação às lutas políticas sobre as Regências
No início de 1548 estava já de regresso a Portugal, sendo anos mais tarde, em 21.04.1555, confirmado por D. João III como senhor de juro e herdade da vila de Atouguia, por morte de seu pai. Ocupou-se então com a defesa da sede e território do seu senhorio, alvo de ataques de corsários franceses.  Depois disso, manteve-se intencionalmente afastado das lutas e polêmicas políticas que se seguiram à morte de D. João III, a respeito das Regências de D. Catarina de Áustria e do cardeal D. Henrique.
Em 1567, num claro sinal de reaproximação à corte, foi nomeado provedor do Hospital de Todos-os-Santos, de Lisboa. E, pouco depois de D. Sebastião I tomar efetivamente o governo, foi nomeado 10.º vice-rei da India, em março de 1568. Levou poderes reforçados em relação a seus antecessores, incluindo a faculdade de decretar penas de morte e a de passar mercês em nome próprio e não do Rei.

### Vice-rei na Índia, primeiro mandato (1568 - 1571)
Partiu de Portugal a 7 de abril, no comando de uma frota que incluía 5 naus e um invulgarmente elevado número de homens de armas, e chegou a Goa em outubro de 1568.

#### Conquista de Honnavar e Basrur e patrulhamento dos mares
No início manteve as políticas de seu antecessor. Mas, no ano seguinte, passou a evidenciar a sua faceta militar. Atuando preventivamente, a fim de impedir que o sultão de Bijapur pudesse se apoderar desses portos, conquistou em novembro de 1569, à frente de uma armada de 110 navios, a praça de Onor (hoje, Honnavar), que era também centro de refúgio de piratas. Deixou na cidade uma guarnição de 200 homens e encarregou Simão de Ruão (filho de João de Ruão e irmão de Jerónimo de Ruão) de fortificar a praça e desenhar a respectiva planta.
No ataque a Onor, Ataíde navegou num bergantim, sentado numa cadeira, tendo ao seu lado um músico famoso, que tocava harpa. Quando o músico parou de tocar, enquanto os tiros caíam por toda parte, Ataíde insistiu que ele continuasse, porque a melodia era excelente. Pessoas que estavam próximas, vendo a sua despreocupação, sugeriram que ele que se protegesse melhor, pois a sua morte poderia significar o fracasso da expedição. Ele respondeu então que não seria assim pois, se fosse morto, "há aqui homens suficientes que estão aptos para me suceder''.[1]
De seguida, no mesmo ano de 1569, uma frota portuguesa comandada por Ataíde conquistou a cidade de Basrur (conhecida como "Barcelor" ou "Barçalor" pelos portugueses), onde de seguida foi construído um Forte. Na expedição de tomada da cidade, o capitão de um dos navios foi o seu primo D. Diogo de Ataíde, filho de um irmão bastardo do 1.º Conde de Castanheira.

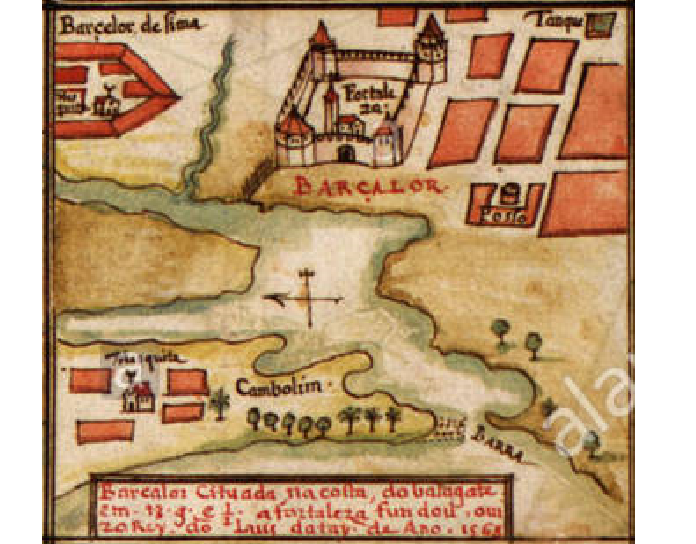
O Forte português em Barcelor (hoje, Basrur), mandado construir por D. Luís de Ataíde, logo após uma frota sob seu comando ter conquistado a cidade, em 1569

Para dirigir as obras das fortificações a construir na cidade, Ataíde escolheu o escultor Filipe de Brias (Philippe de Vries, nascido na França e autor do "Cristo Crucificado" que está no coro alto do Mosteiro dos Jerónimos). Fugindo de perseguições da Inquisição em Portugal, Brias fora para a Índia, onde beneficiou de proteção durante o vice-reinado de D. Constantino de Bragança, mas foi preso por um período, acusado de luteranismo, após o fim do mandato deste. Ao nomear um importante escultor renascentista,  D. Luís de Ataíde evidenciou não apenas o seu interesse pelas artes, como também independência face ao poder eclesiástico no Estado da Índia, manifestando dessa forma a sua proteção pessoal a um artista perseguido e polémico.
Ataíde permaneceu em Barcelor até inícios de 1570, deu à fortaleza o nome de "Santa Luzia de Barcelor" e lá deixou uma guarnição de 400 homens para a defender.

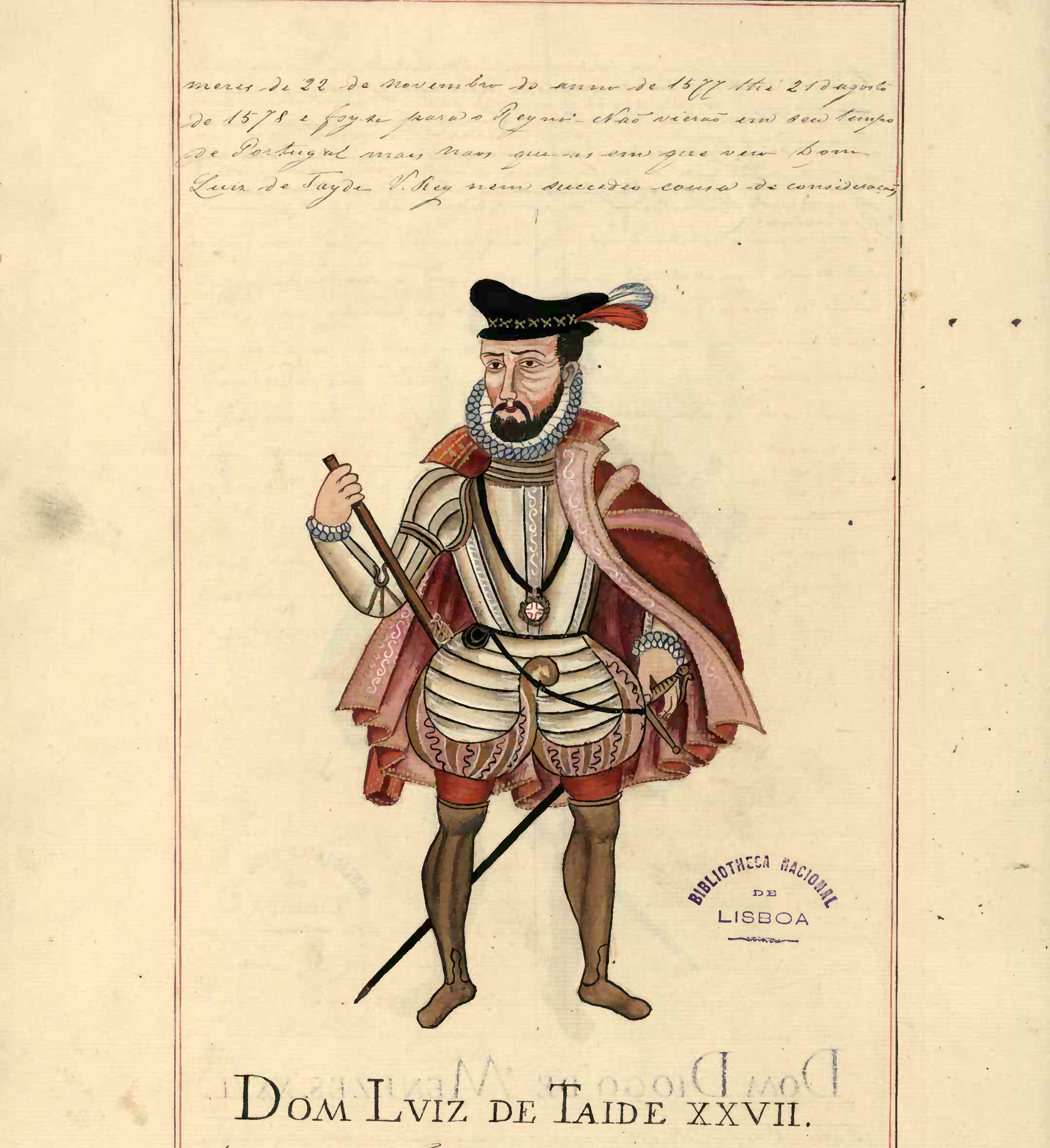
D. Luís de Ataíde, no Lyvro das Plataformas das Fortalezas da India, atribuído a Manuel Godinho de Erédia

Ainda em 1570, escrevendo ao rei D. Sebastião, Ataíde afirmou ter conseguido patrulhar os mares com tanta eficácia que nesse ano apenas 2 navios tinham conseguido escapar ao controle português, viajando de Calecute para Meca, em comparação com 16 ou 18 navios, em anos anteriores.

#### Início e contexto da "Guerra Geral da Índia"
Apesar destes primeiros sucessos militares, permanecia a séria ameaça, resultante de os príncipes e potentados indianos se terem aliado, numa grande coligação islâmica, com o intuito de expulsar os portugueses do Oceano Índico (o historiador António Pinto Pereira chama a esta coligação a "Liga dos reis da Índia", sendo o conflito respectivo geralmente denominado como Guerra da Liga das Índias, ou Guerra Geral da Índia) . 
Ao Hidalcão, sultão de Bijapur, que marcharia sobre Goa, deveriam ficar pertencendo esta cidade, Onor e Barcelor. Ao sultão de Amadanagar, Murtaza Nizam Shah I (a que os portugueses chamavam Nizam Melek) caberiam Chaul, Damão e Baçaim; e, para o Samorim de Calicute, estavam atribuídas as cidades de Mangalor, Cananor, Chale e Cochim.

#### Vitórias militares sobre os sultões de Bijapur e Amadanagar
A estratégia de defesa do vice-rei assentou, desde o início dos confrontos, em manter a todo custo a posse das praças sob ameaça de cerco, com especial ênfase para a posição nevrálgica de Chaul, o que se viria a revelar decisivo para o desfecho final, favorável aos portugueses.
Cercado em Goa pelo numeroso exército do referido Ali Adil Shah I, o "Hidalcão" para os portugueses (35 mil cavaleiros, 60 mil infantes e 2 mil elefantes, segundo fontes contemporâneas), D. Luís de Ataíde decidiu - e conseguiu - enviar socorro a Chaul (apesar da oposição do Conselho dos notáveis de Goa, que Ataíde convocara para ouvir a opinião da elite local; esse Conselho havia recomendado a possibilidade de abandono de Chaul, se assim o exigisse a concentração prioritária dos esforços de defesa em Goa) e operar frequentes contra-ataques. 
Na defesa de Goa, o vice-rei introduziu a tática inédita de defender a cidade a partir de 19 bases instaladas no seu perímetro exterior, com guarnições equipadas de artilhara "grossa e miúda". Envolveu também o cabido de Goa na defesa da cidade, com o armamento de centenas de religiosos franciscanos e dominicanos e mandou formar companhias de escravos e de "cristãos da terra", sob comando português.
Nizam Shah I lançou um grande ataque a Chaul em 29 de junho de 1571, que foi contudo sustido pelo seu defensor, D. Francisco Mascarenhas, o que permitiu a assinatura de pazes no mês seguinte.  E, em agosto de 1571, após sofrer pesadas baixas (8 mil homens, 4 mil cavalos, 300 elefantes e 150 peças de artilharia), o Hidalcão levantou o cerco de Goa.

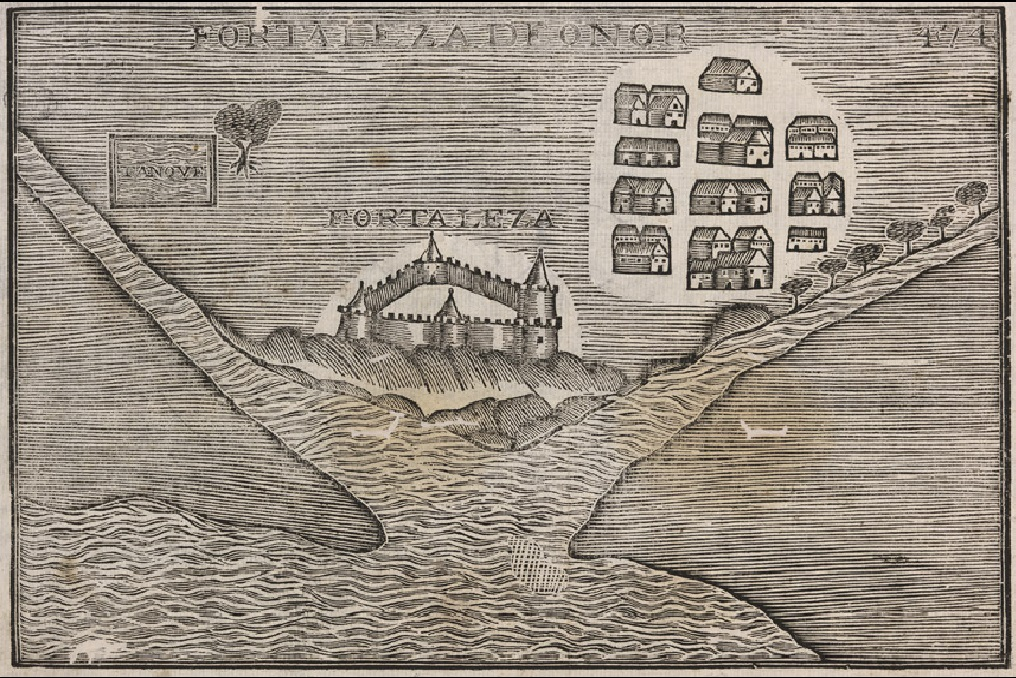
A cidade de Onor, (hoje, Honnavar), tomada por D. Luís de Ataíde em 1569 (na imagem, vê-se a Fortaleza construída pelos portugueses)

No balanço final, com apenas 2 mil e 500 homens de armas Ataíde conseguira fazer face, com sucesso, aos 5 cercos impostos às praças portuguesas na Índia, no período de 1570 - 1571. Ou seja, logrou vencer o último grande desafio político e militar, enfrentado pelo Estado da Índia, antes da chegada à região de novos adversários europeus.
O vice-rei demorou as negociações finais de paz com o Hidalcão, na tentativa de lhe impor condições mais duras, o que deixou para seu sucessor o trabalho de as concluir e voltou para Portugal em 6 de janeiro de 1572, terminado seu tempo de governo.

### Regresso a Portugal  (1572 - 1577)
Quase no final da viagem de regresso, ancorou na ilha Terceira, de onde enviou mensagem ao Rei, dizendo-lhe, em jeito de balanço do seu governo em Goa, que os mouros dos sultões de Bijapur e de Amadanagar haviam perdido 30 mil homens nos combates com os portugueses, durante seu mandato na Índia, e que, no final, se lograra assinar pazes honrosas com os inimigos dos portugueses.

#### Recebido por D. Sebastião em Lisboa
Chegou ao Tejo em 3 de julho do mesmo ano, e - depois de estanciar em Cascais - entrou solenemente em Lisboa no dia 21.
D. Sebastião tinha entretanto decidido, devido às vitórias alcançadas na Índia, "conceder a Dom Luís de Ataíde a honra de o mandar ir junto consigo, em procissão pelas ruas de Lisboa", sendo conduzido debaixo do pálio da Sé à Igreja de São Domingos, à direita do rei, posição normalmente reservada apenas a membros da família real ou da casa de Bragança.
A recepção dada pelo monarca luso a D. Luís de Ataíde foi verdadeiramente "triunfal", pois nunca antes um vice-rei fora assim recebido, no seu regresso ao reino.
Ataíde não deixaria de aproveitar o período do seu regresso à corte para, quando a oportunidade surgia, relembrar os serviços prestados pela sua linhagem à dinastia de Avis, desde o século XV.
Assim, por ocasião da estadia em Ceuta de D. Sebastião, em agosto de 1574, mandou inscrever na muralha onde quase 160 anos antes, em agosto de 1415, na tomada da cidade, falecera seu tio-trisavô Vasco Fernandes de Ataíde (o primeiro fidalgo português a morrer em combate, na expansão ultramarina lusa), uma lápide em latim comemorando esse feito. A iniciativa, carregada de significado simbólico, e sem dúvida tomada também com a intenção de agradar ao monarca, contribuiu para reforçar a posição de D. Luís de Ataíde, no âmbito da constante e renhida disputa dos mais importantes fidalgos da corte para ganhar influência junto do jovem rei.

#### Indigitação para chefiar a expedição militar a Marrocos
Devido à sua experiência militar na Europa e na Índia, chegou a estar indigitado, por D. Sebastião I, para chefiar a expedição militar a Marrocos, que terminaria no desastre de Alcácer Quibir. Mas, no final, o Rei decidiu assumir pessoalmente a chefia. Foi então de novo nomeado vice-rei da Índia, o 12.º, e para lá partiu em 16 de outubro de 1577.

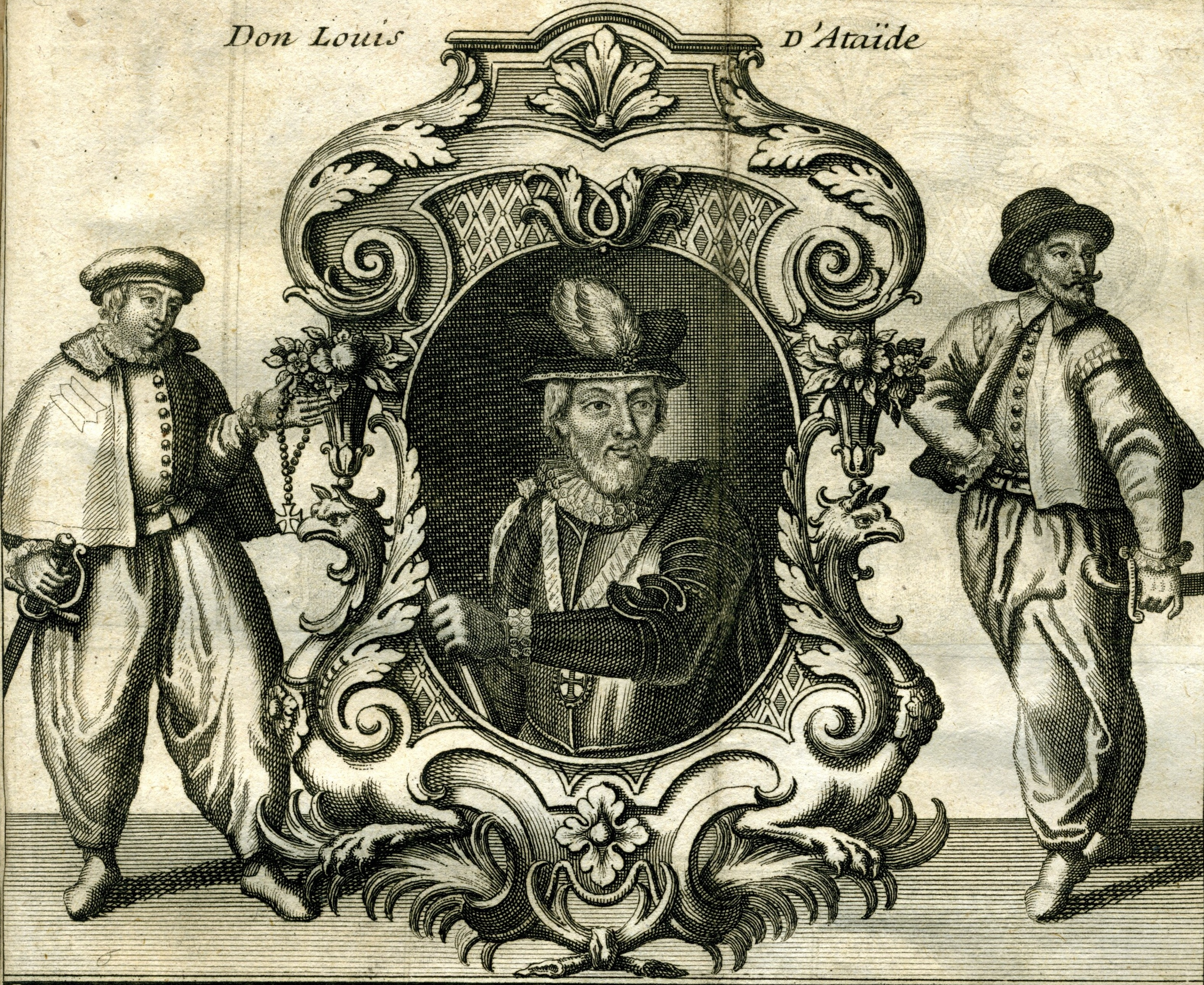
D. Luís de Ataïde in Lafiteau: Histoire des découvertes et conquestes des portugais dans le nouveau monde. Tomo IV. Paris Amsterdam. Wetstein, & G. Smith. 1736

O título de conde de Atouguia, como 3.º titular na família Ataíde, foi-lhe concedido por carta de D. Sebastião de Portugal em 4 de setembro de 1577, e foi visto então como sendo uma compensação que lhe foi dada pelo Rei, por o ter afastado da chefia da jornada de África e também pelos serviços prestados no primeiro mandato na Índia.

### Segundo mandato na Índia (1578 - 1581)
Invernando em Moçambique, lá aguardou a chegada da última armada saída do reino em 1578, onde vinha o célebre jesuíta Matteo Ricci, e chegou a Goa em 20 de agosto de 1578, sucedendo na administração do Estado da Índia ao governador em exercício, D. Diogo de Meneses. Logo ao chegar, a cidade de Goa recebeu-o com um torneio cavaleiresco, que seria recordado por muito tempo.
No início do seu segundo mandato, teve combates com as forças do Hidalcão, mas logo conseguiu negociar com ele, em 11 de agosto de 1579, uma paz em termos favoráveis, que incluíram a devolução da ilha de Salsete (hoje, parte da cidade de Bombaim).

#### Doação de Reino de Cota ao monarca português (1580)
Dedicou também a sua atenção aos interesses portugueses na ilha de Ceilão, dando-lhes prioridade na alocação de recursos militares - que não bastavam para acudir a todas as vastas possessões do Estado da Índia. Considerou assim Ceilão mais central para a posição portuguesa no Oriente do que a presença em outros locais igualmente necessitados de apoio militar, como Achém. Foi durante o segundo mandato de D. Luís de Ataíde, em 1580, que o Rei de Cota (ou Kotte), Dom João Dharmapala, legou o seu reino ao Rei de Portugal, uma decisão fundamental, que iria basear e legitimar mais de um século de efetiva soberania e domínio territorial luso no denominado Ceilão Português.
Dias antes de falecer, recebeu de presente de Fernão Teles de Meneses, que o viria a suceder no governo, o célebre Retrato póstumo de Luís de Camões, datado de Goa, ano de 1581.

Bandeira do Reino de Cota (Ceilão), legado pelo seu soberano ao Rei de Portugal em 1580, durante o segundo mandato de Ataíde em Goa

#### Marquês de Santarém
Marquês de Santarém foi um título criado por Alvará secreto, em 1580, pelo rei Filipe I, para ser concedido a D. Luís de Ataíde, no pressuposto de que este aceitaria proclamá-lo no Estado da Índia.
O Alvará foi levado em mãos pelo novo vice-rei, D. Francisco Mascarenhas, mas não chegou a produzir efeitos - pois Mascarenhas, que partiu de Lisboa a 8 de abril, só chegou à Índia em setembro de 1581, seis meses depois do falecimento do vice-rei D. Luís de Ataíde, em Goa. Esta mercê colocava Ataíde na posição de quinto titular mais importante do reino, após os duques de Bragança e de Aveiro e os marqueses de Vila Real e de Ferreira, o que demonstra bem a importância que Filipe I atribuía à obtenção do apoio de Ataíde para a sua proclamação como soberano na Índia portuguesa.

#### Não posicionamento face à crise de sucessão portuguesa de 1580
Faleceu em 10 de março de 1581, com 65 anos de idade, pouco depois de ter recebido no Oriente notícias das sequelas do desastre de Alcácer Quibir e da morte do cardeal-rei, mas provavelmente sem ter sabido da batalha de Alcântara e da proclamação de Filipe I como rei de Portugal. Uma das últimas cartas escritas por Ataíde, datada de outubro de 1580 e dirigida ao Conselho de governadores do reino, insiste sobretudo na sua vontade de regressar a Portugal, onde precisava assegurar a sucessão da casa de Atouguia; não é assim possível corroborar relatos de cronistas posteriores, segundo os quais ele seria tendencialmente simpatizante do pretendente Prior do Crato.
O facto de alguns dos seus parentes mais próximos, como seus sobrinhos Lopo de Brito (que não deve ser confundido com o avô e homónimo, Lopo de Brito, 2.º capitão de Ceilão) e Cristóvão de Brito, terem apoiado D. António (combateram por ele e faleceram na batalha de Alcântara), não é informação suficiente para se concluir que a posição política de Ataíde ia no mesmo sentido.
Uma frase que lhe é atribuída, pouco antes de falecer ("Morra eu quando seja tudo contra Portugal") não é referida em fontes quinhentistas, e mesmo se realmente proferida poderá ser interpretada como mera resignação perante desenvolvimentos no longínquo reino, não passíveis de serem influenciados a partir de Goa.
Acresce que Ataíde conhecera bem os poderosos exércitos de Carlos V, junto aos quais combatera, e privara pessoalmente com o filho do imperador, Filipe I e seu comandante militar, o 3.º duque de Alba, pelo que não se afigura plausível que - na hipótese, não provada, de que tenha sabido da batalha de Alcântara e seu desfecho - acreditasse numa vitória militar do pretendente D. António.
Seu cadáver foi depositado na igreja dos Reis Magos em Goa, e trasladado mais tarde para o convento do Bom Jesus em Peniche, do qual era donatário. Depois da ruína deste convento, abandonado em 1834, os seus restos mortais foram transferidos, por iniciativa da Câmara de Peniche, para a igreja de Nossa Senhora da Ajuda.
Desde o ano de 1931, o seu túmulo encontra-se na Igreja da Misericórdia de Peniche.

## Casamentos e sucessão
Casou três vezes, sem geração que subsistisse:
- 1 - com D. Joana de Távora (ou de Vilhena), filha de Luís Álvares de Távora, senhor de Mogadouro, e de D. Filipa de Vilhena;
- 2 - com D. Maria de Noronha, filha do 4.º conde de Odemira;
- 3 - com sua sobrinha D. Isabel de Meneses (ou da Cunha), filha de Tristão da Cunha, comendador de São Pedro de Torres Vedras (neto do navegador Tristão da Cunha), e de sua irmã D. Helena de Ataíde.[6]

(Segundo fontes da época, teve também dois bastardos, que não legitimou).

### Sucessão no título
O título de conde de Atouguia passaria depois para a descendência de uma tia paterna de D. Luís de Ataíde, D. Isabel da Silva de Ataíde, casada com  Simão Gonçalves da Câmara, 'o Magnífico', capitão donatário da ilha da Madeira, de quem foi a 2.ª  mulher.
Deste casamento foi filho Luís Gonçalves de Ataíde, que casou com D. Violante da Silva, filha de Francisco Carneiro, 2.º donatário da Ilha do Príncipe.
D. João Gonçalves de Ataíde, que viria a herdar o título como 4.º conde de Atouguia, era filho primogênito deste casal.
A sucessão do título e da casa de Atouguia não seguiria assim a linha mais próxima da primogênita, que estava nos descendentes do casamento, acima referido, da irmã de D. Luís de Ataíde, Helena de Ataíde, com Tristão da Cunha - que algumas gerações mais tarde seriam Condes de Pontével, de Povolide e de Sintra.
Cumpriu-se assim, nesta sucessão, o desejo expresso pelo próprio D. Luís de Ataíde, que manifestou sua preferência no sentido de a casa de Atouguia passar eventualmente para a descendência de um ramo colateral dos Câmaras, condes da Calheta, então muito influentes na corte, e não para o lado Cunha, que apesar de representar uma muita antiga linhagem, remontando à fundação da nacionalidade, não tinha, na época, nenhum representante com título em Portugal.

## Na Literatura

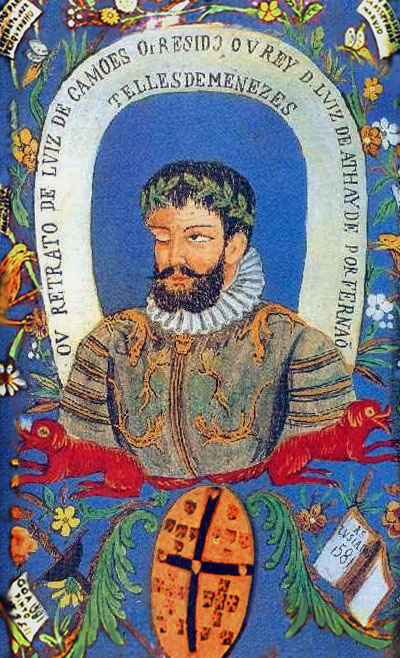
O célebre Retrato póstumo de Camões, datado de 1581, que D. Luís de Ataíde recebeu de presente de Fernão Teles de Meneses

Luís de Camões dedicou-lhe um soneto, com o tìtulo "A D. Luís de Ataíde, Vizo-Rei", que, curiosamente, termina com a mesma palavra ("inveja") com que o poeta conclui o seu poema épico "Os Lusíadas":
Que vençais no Oriente tantos Reis,

que de novo nos deis da Índia o Estado,
que escureceis a fama que ganhado
tinham os que a ganharam a infiéis;

que do tempo tenhais vencido as leis,
que tudo, enfim, vençais co tempo armado,
mais é vencer na pátria, desarmado,
os monstros e as Quimeras que venceis. 
(...)
o que vos dá mais nome inda no mundo,
é vencerdes, Senhor, no Reino amigo,

tantas ingratidões, tão grande enveja!— Luís de Camões Sonetos, "A D. Luís de Ataíde, Vizo-Rei"
Outros autores ilustres, como o humanista André de Resende e José Agostinho de Macedo, também lhe dedicaram obras.

## Toponímia
As cidades do Porto, Barreiro e Peniche,  e uma freguesia do município de Sintra têm ruas com o seu nome, que foi também atribuído a um agrupamento de escolas em Peniche.